# 베어본 컴퓨터

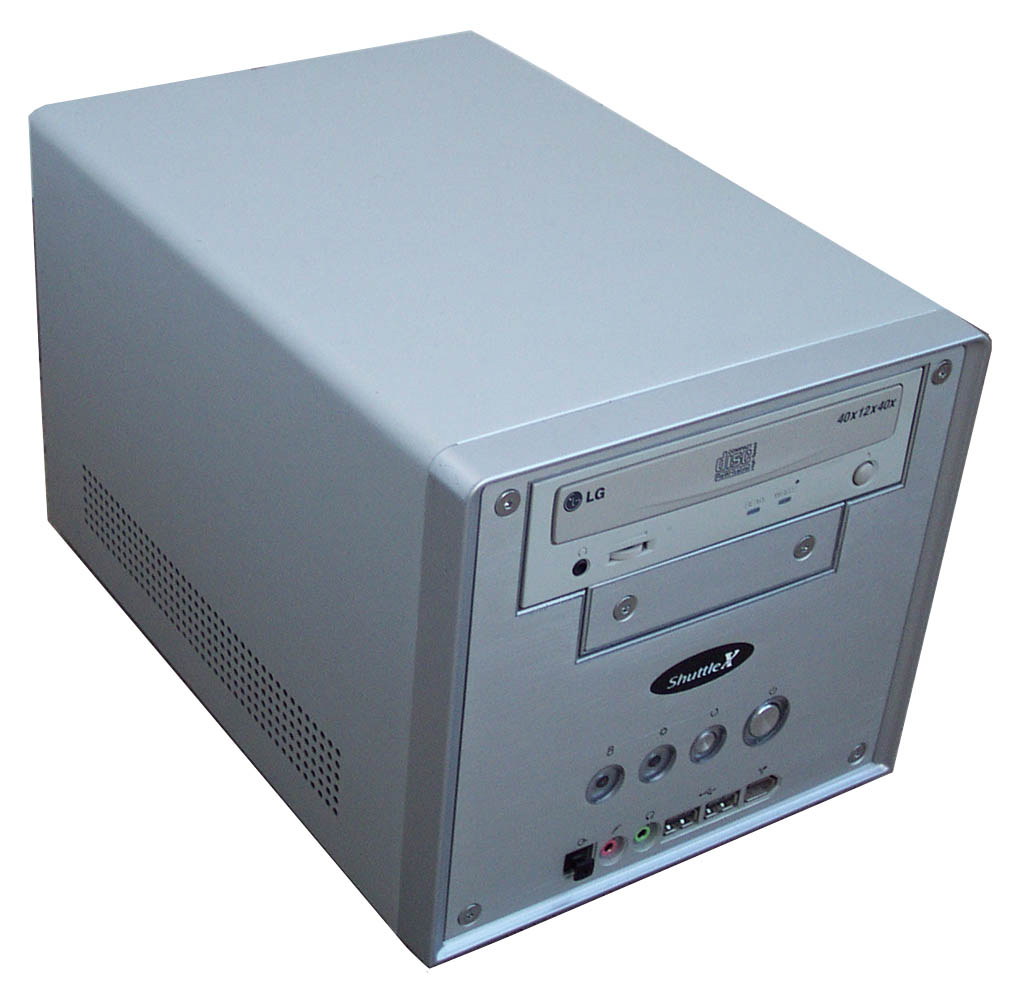
셔플 SN41G2 (비표준 폼 팩터). 이 시리즈는 일반적으로 사용자 지정 크기의 메인보드와 전원 공급 장치를 포함하지만 CPU, 메모리, 드라이브 (2개의 HDD 장착 가능)는 별매이다. 그래픽은 일반적으로 PCI 익스프레스 확장 카드를 통해 추가되지만 프로세서 그래픽스가 존재하면 이것을 통해 접근이 가능하다. 프로세서 냉각은 최근까지 CPU와 함께 판매되는 쿨러에 의존하던 것에서 발전하여 더 맞춤화된 노트북 스타일의 히트 싱크를 제공한다.

베어본 컴퓨터(barebone computer)는 부분적으로 조립된 플랫폼 또는 조립되지 않은 컴퓨터 부품 킷이며, 리테일 컴퓨터 시스템 보다 가격이 더 낮고 사용자 맞춤대로 구성이 가능하다. 데스크톱 컴퓨터, 노트북(베어북 참고), 서버 목적 등 거의 모든 폼 팩터에서 이용이 가능하다. 또, 제조 업체들은 비표준의 특수 폼 팩터로 된 시스템을 제조할 수 있는데, 메인보드와 전원 공급 장치가 이미 설치된, 미리 만들어진 상태로 시스템이 판매되기 때문이다.

## 제조 업체
- 아수스[4]
- 바이오스타
- 기가바이트 테크놀로지[5]
- 마이크로-스타 인터내셔널 (MSI)
- 셔플
- Systemax/타이거 다이렉트
- 슈퍼마이크로 (서버)
- 조탁
- 인텔

## 같이 보기
- 컴퓨터 케이스